# كاسيو G'zOne كوماندو
كاسيو G'zOne كوماندو (بالإنجليزية: Casio G'zOne Commando)‏ هو هاتف ذكي من كاسيو يعمل بنظام أندرويد، تم طرحه في الأسواق في 28 أبريل 2011.

## الخصائص
- نظام التشغيل: أندرويد
- الكاميرا الخلفية: 5 ميجابكسل
- الشاشة: شاشة لمس 480×800
- الوزن: 5.45 أونصة (155 غ)
- المعالج: 800 ميجا هرتز
- الذاكرة: 512 ميجابايت